# Thalasseleotris iota
Thalasseleotris iota är en fiskart som beskrevs av Douglass Fielding Hoese och Roberts 2005. Thalasseleotris iota ingår i släktet Thalasseleotris och familjen Eleotridae. Inga underarter finns listade i Catalogue of Life.